# Белізар та діти родини Фрей
«Белізар та діти родини Фрей» (англ. Bélizaire and the Frey Children) — груповий портрет, авторство якого приписують Жаку Аману. На картині зображено раба Белізара з трьома дітьми новоорлеанського купця Фредеріка Фрея. Рідкісний приклад твору образотворчого мистецтва, що зображує раба в натуралістичній манері. Зберігається в колекції музею Метрополітен у Нью-Йорку.

## Опис
На картині зліва направо зображено дітей купця Фредеріка Фрея: Леонтіну, Елізабет та Фредеріка, — і раба Белізара на фоні романтизованих пейзажів Нового Орлеана.
Раб Белізар та його матір Селлі були куплені родиною Фрей, коли йому було 6 років. Він народився приблизно 1822 року, тож на момент написання картини рабу було близько 15 років. 1856 року його продали на цукрову плантацію Еверґрін. Доля після 1860 року невідома.
Леонтіна та Елізабет Фрей, зображені на картині, померли того ж року, якого твір був написаний. Фредерік Фрей-молодший помер за 9 років.

## Історія

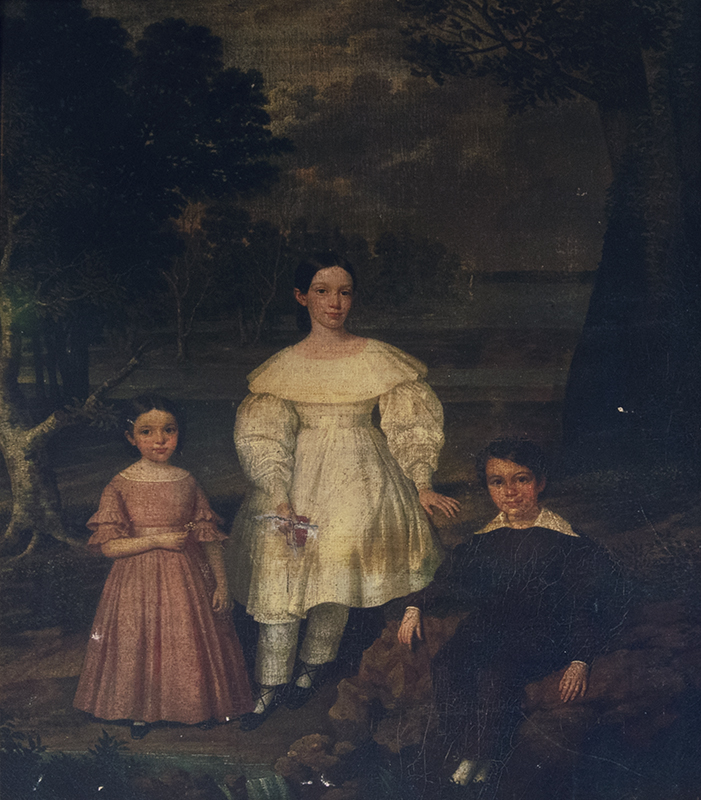
Картина до зняття верхнього шару фарби

Картина написана 1837 року.
Наприкінці XIX — на початку XX століття з достеменно не відомих причин постать раба Белізара вилучили з картини. На думку дослідників, ймовірною причиною вилучення його образу з полотна може бути небажання нащадків Фрей бачити раба-афроамериканця на картині з дітьми родини або ж, з іншого боку, сором бачити на картині раба в період після скасування рабства, що могло б репрезентувати родину як рабовласницьку.
1972 року Одрі Грассер, праправнучка Колетт Коралі Фавр Д'Оной, дружини купця Фрея, передала картину Художньому музею Нового Орлеана. 2005 року музей продав картину на аукціоні за 7200 доларів.
2021 року картину викупив колекціонер Джеремі Сім'єн. На його замовлення реставратор Крейґ Кроуфорд зняв верхній шар фарби та відкрив зображення Белізара. Історикиня Кеті Морлас Шеннон дослідила походження та життєпис раба Белізара. З 2023 року твір належить нью-йоркському музею Метрополітен, де експонується.